# Kartuizerklooster van Le Mont-Dieu

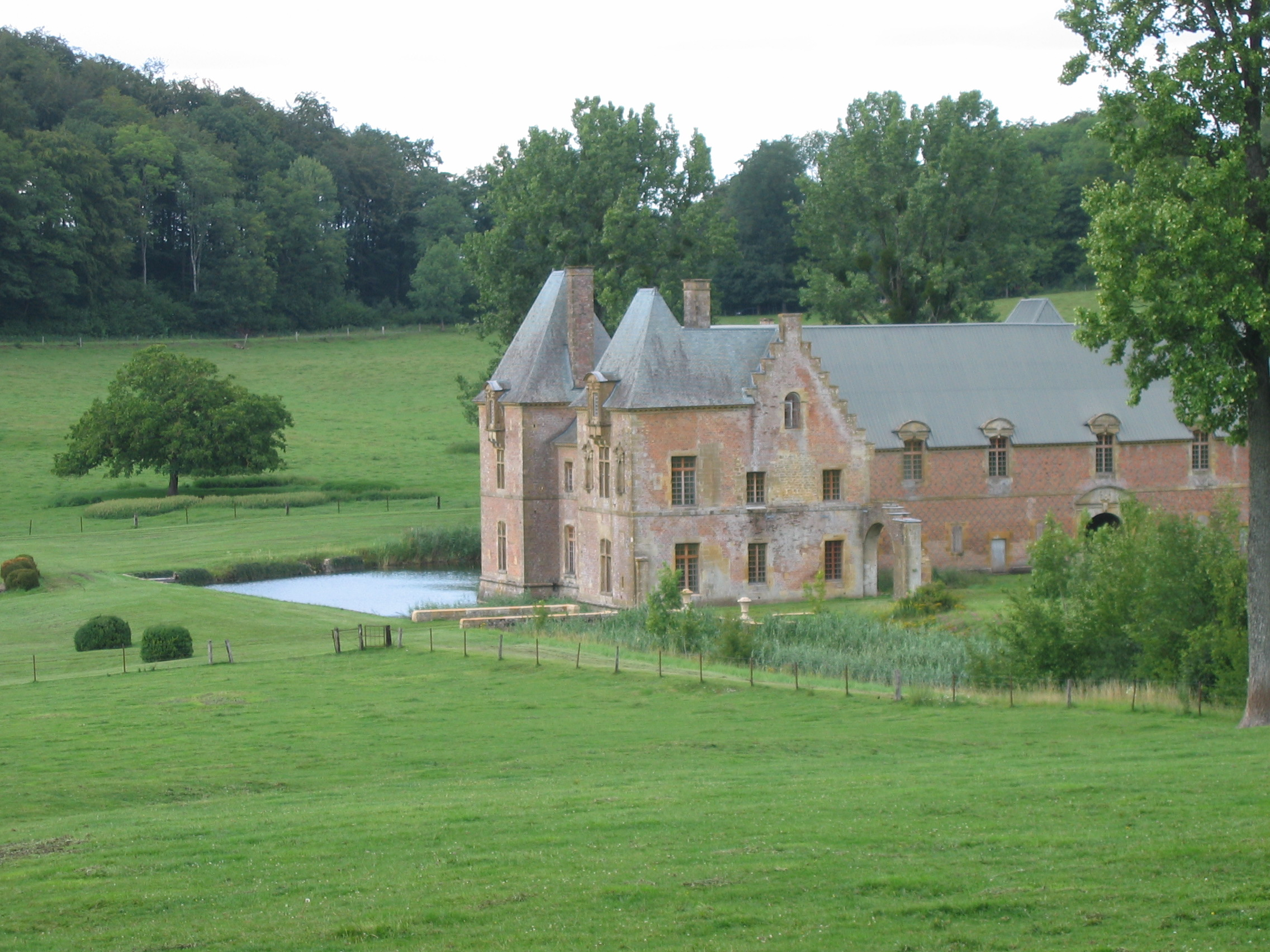
Hoofdgebouw

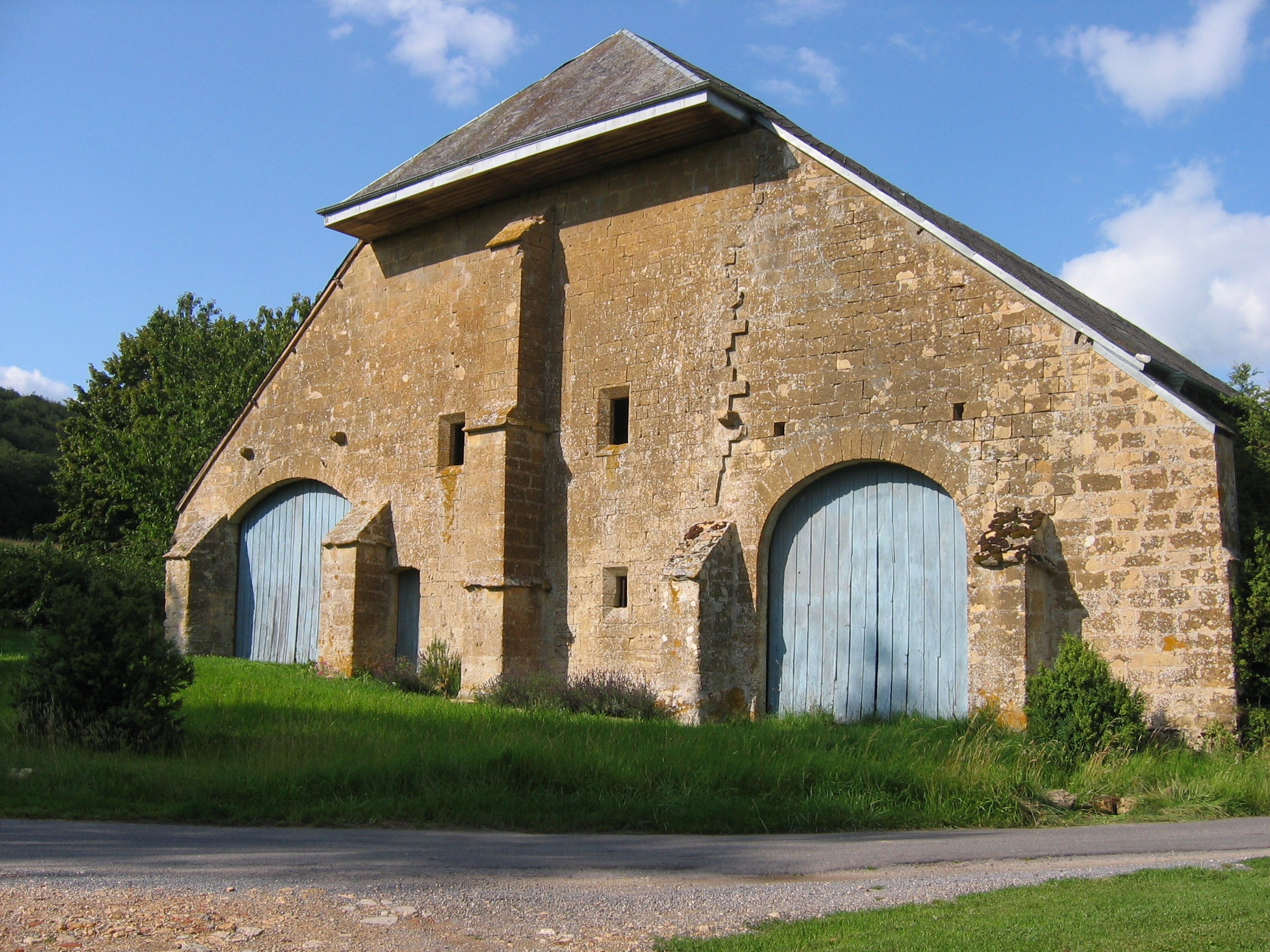
schuur

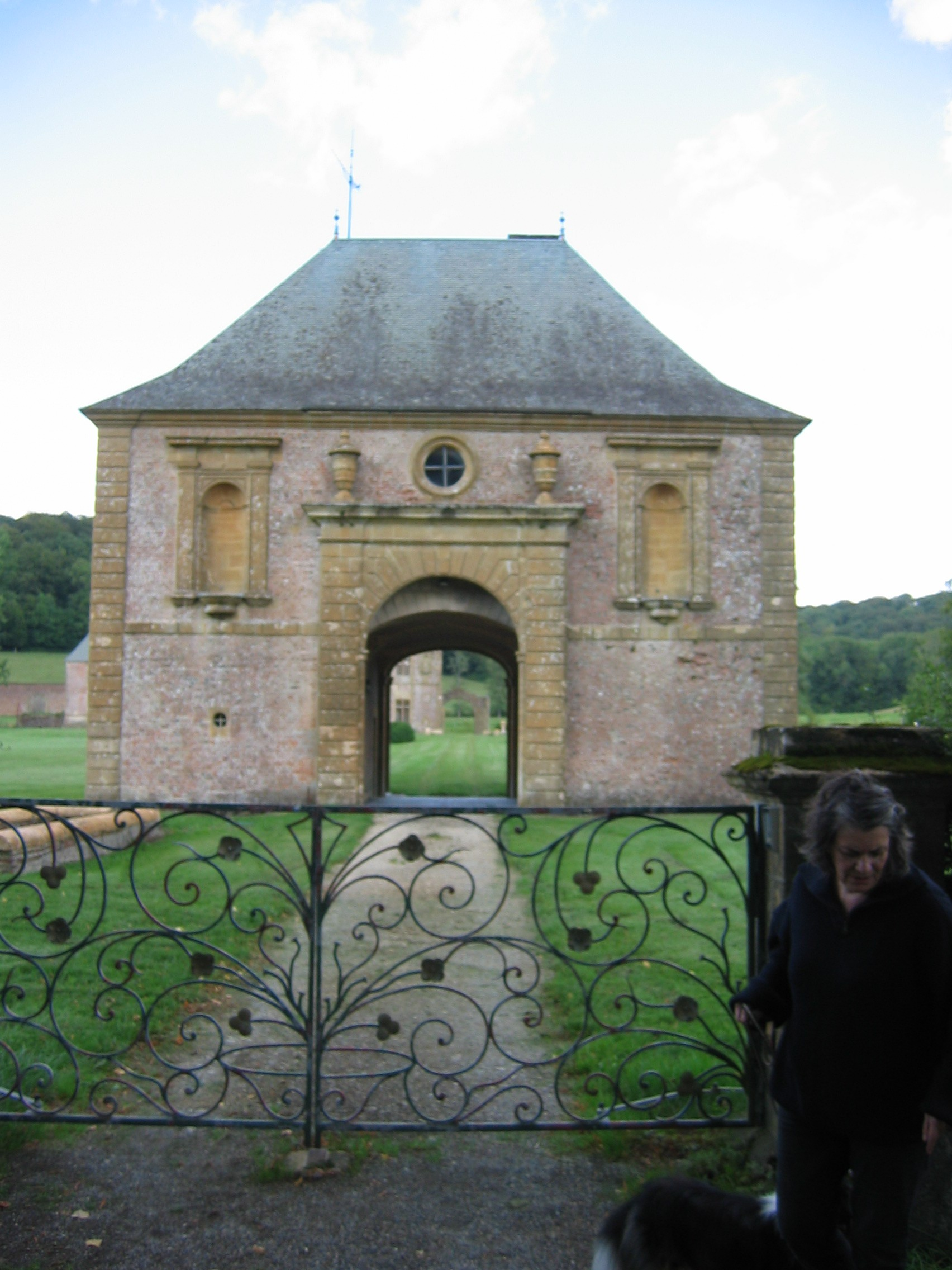
Ingangspoort tot het bosrijk domein der Kartuizers

Het Klooster van Le Mont-Dieu was een kartuizerklooster van 1132 tot 1791, in het dorp Le Mont-Dieu gelegen in de bossen nabij Sedan in Frankrijk. Zowat een 20% van het oorspronkelijk klooster is thans bewaard.

## Historiek
In 1132 keurde de invloedrijke paus Innocentius III de stichting van een kartuizerklooster goed in Le Mont-Bozon in het aartsbisdom Reims. De naam Le Mont-Bozon werd voortaan Le Mont-Dieu. Het was het eerste Kartuizerklooster op het grondgebied van het koninkrijk Frankrijk. Het kapittel en het klooster van Saint-Remi in Reims bezaten in de 12e eeuw uitgestrekte en onbewoonde gronden ten noorden van de stad. De toenmalige abt van Saint-Remi, Eudes, schonk, na een bezoek aan de Grande Chartreuse in de Dauphiné, bosgronden nabij Sedan aan de Kartuizers. De relatie tussen het aartsbisdom Reims en de Kartuizers was belangrijk. De stichter van de Kartuizers, Bruno van Keulen, was immers 20 jaar lang scholaster geweest aan het kapittel van Reims en had moeten afzien van een wijding tot aartsbisschop van Reims. Het is daarom niet toevallig dat het eerste kartuizerklooster op Frans grondgebied plaatsvond nabij Sedan door toedoen van Reims.
De Hugenotenoorlogen in het graafschap Champagne en in de Trois-Evêchés brachten verwoestingen mee in Le Mont-Dieu. Nochtans was het Kartuizerklooster niet gemakkelijk te vinden in de bossen. In 1617 gebeurden er herstelwerken.
Na de Franse Revolutie werd het Kartuizerklooster afgeschaft, verkocht en deels ontmanteld (1791). De gebouwen dienden als gevangenis tijdens het Terreurbewind. Er werden gevangenen uit het Ardennesdepartement vast gezet.
In de 19e eeuw werd er een spinnerij ondergebracht en werden de resterende gebouwen privé-bezit. Tijdens de slag van de Stonne (1940) werd het een laatste maal beschadigd. De huidige gebouwen, die dateren van de laatste bouwfase in de 17e eeuw, zijn beschermd sinds de 20e eeuw.